# Миличі (громада)
Миличі (серб. Општина Милићи) — боснійська громада, розташована в регіоні Бієліна Республіки Сербської. Адміністративним центром є місто Миличі.